# Kościół św. Piusa X w Rzymie
Kościół św. Piusa X (wł. Chiesa di San Pio X) – rzymskokatolicki kościół tytularny oraz parafialny w zachodniej części Rzymu, na osiedlu Balduina. Obecnym prezbiterem jest dominikański kardynał Nicolás de Jesús López Rodriguez.

## Historia
Parafię powołał 28 września 1957 kardynał Clemente Micara w imieniu papieża Piusa XII. Kościół zaprojektował włoski architekt Alberto Ressa. Ukończoną świątynię konsekrowano 30 kwietnia 1961. 16 lutego 1964 do kościoła z wizytą apostolską przyjechał papież Paweł VI, 31 stycznia 1993 roku również z wizytą apostolską przybył Jan Paweł II.

## Architektura
Świątynia modernistyczna, jednonawowa, z rzędem kaplic po obu jej stronach, wzniesiona z cegieł. Wnętrze kościoła jest pomalowane na zielono – w nawie oraz na czerwono – w prezbiterium. Dwa z witraży przedstawiają różne sceny z życia papieża Piusa X, patrona kościoła.

## Galeria

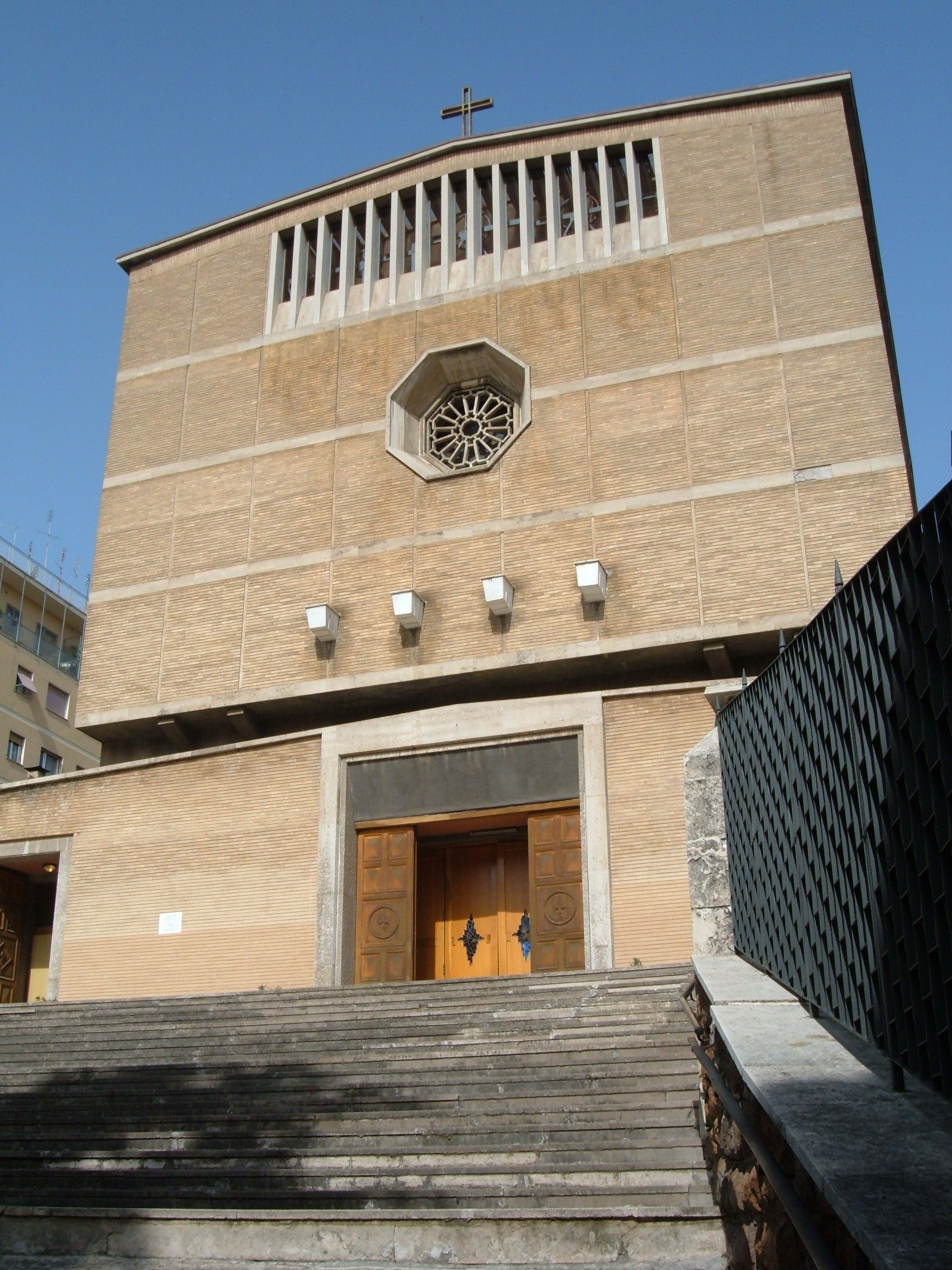
Fasada kościoła
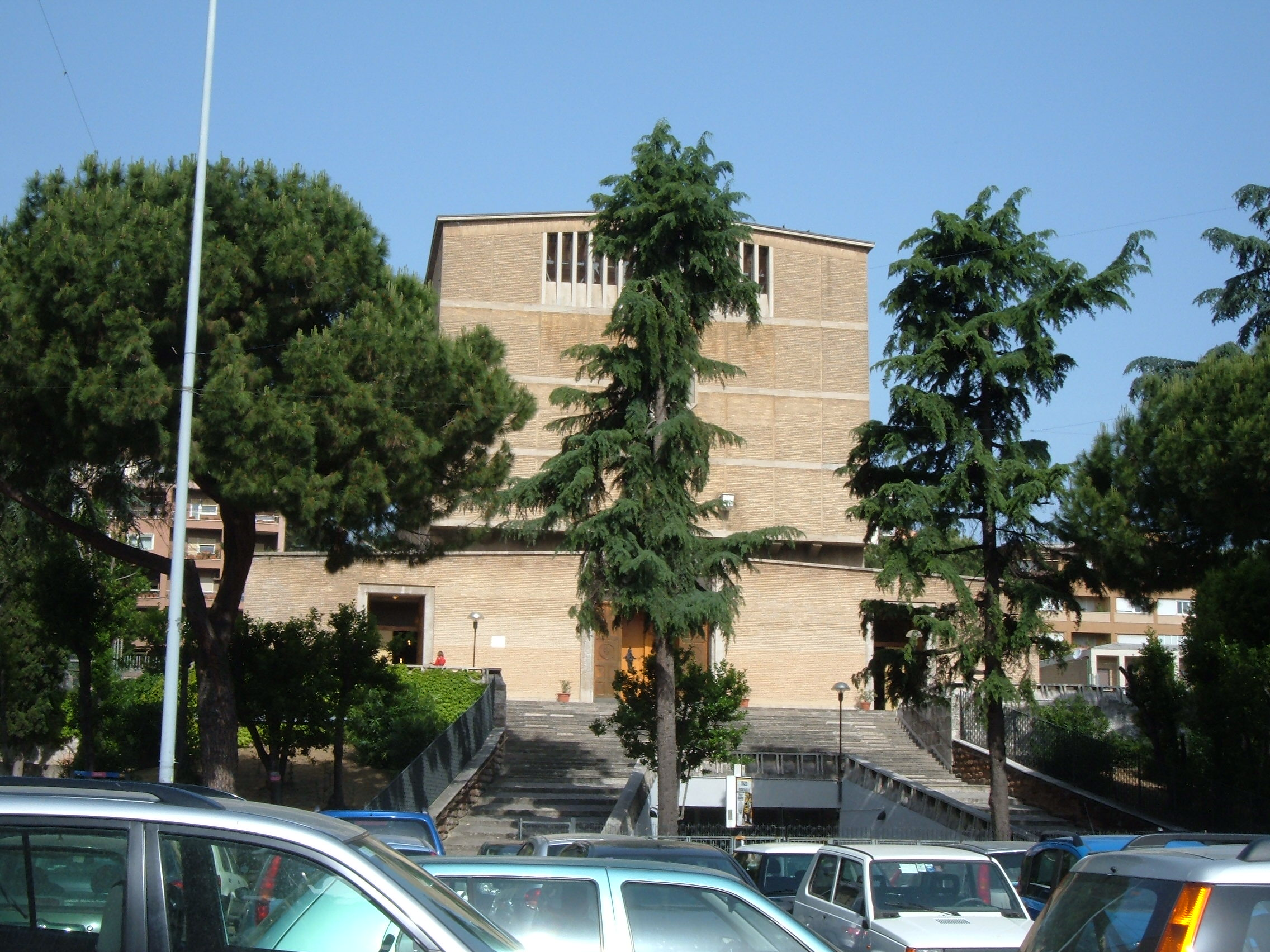
Widok z parkingu przed kościołem
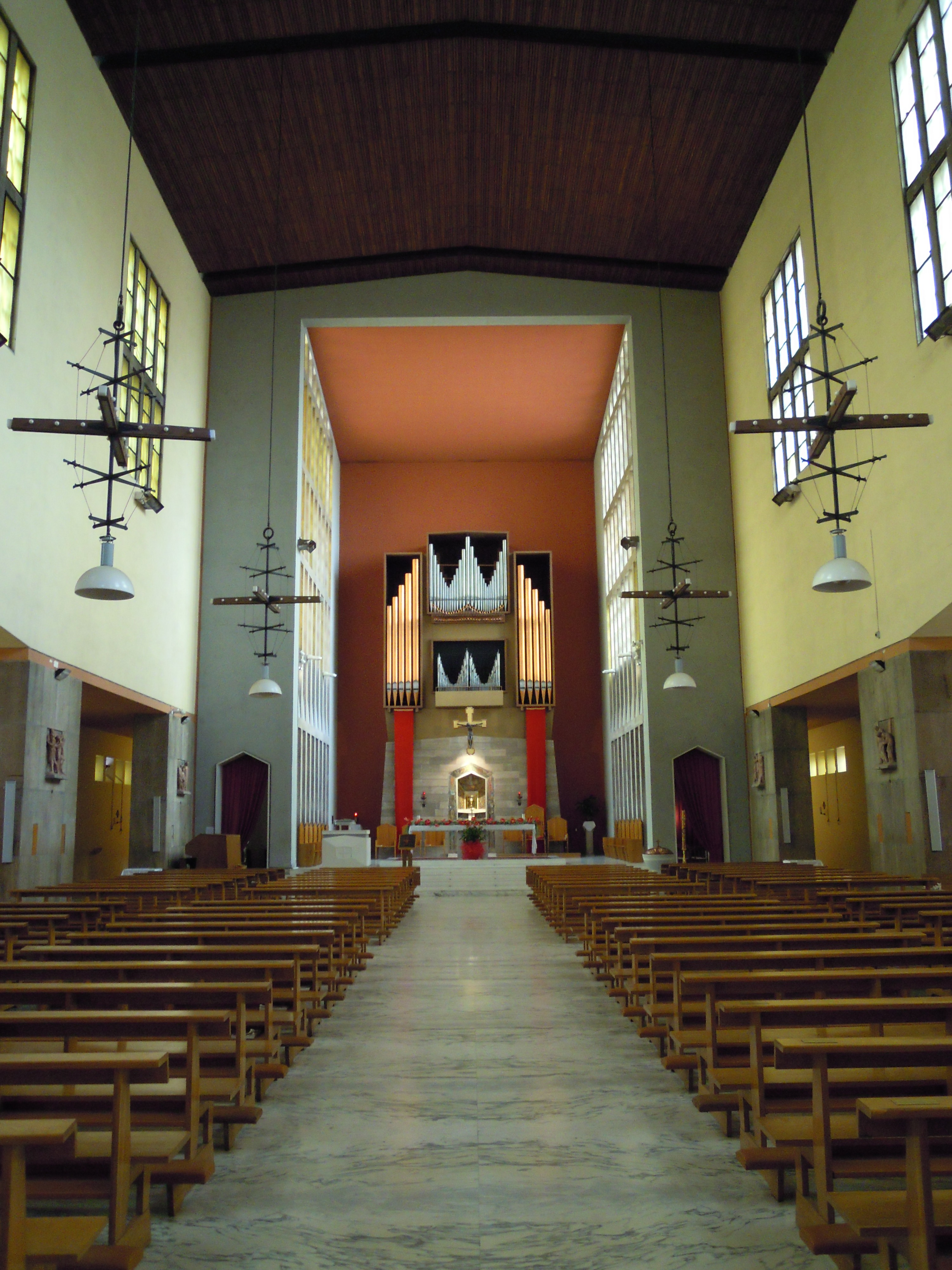
Wnętrze
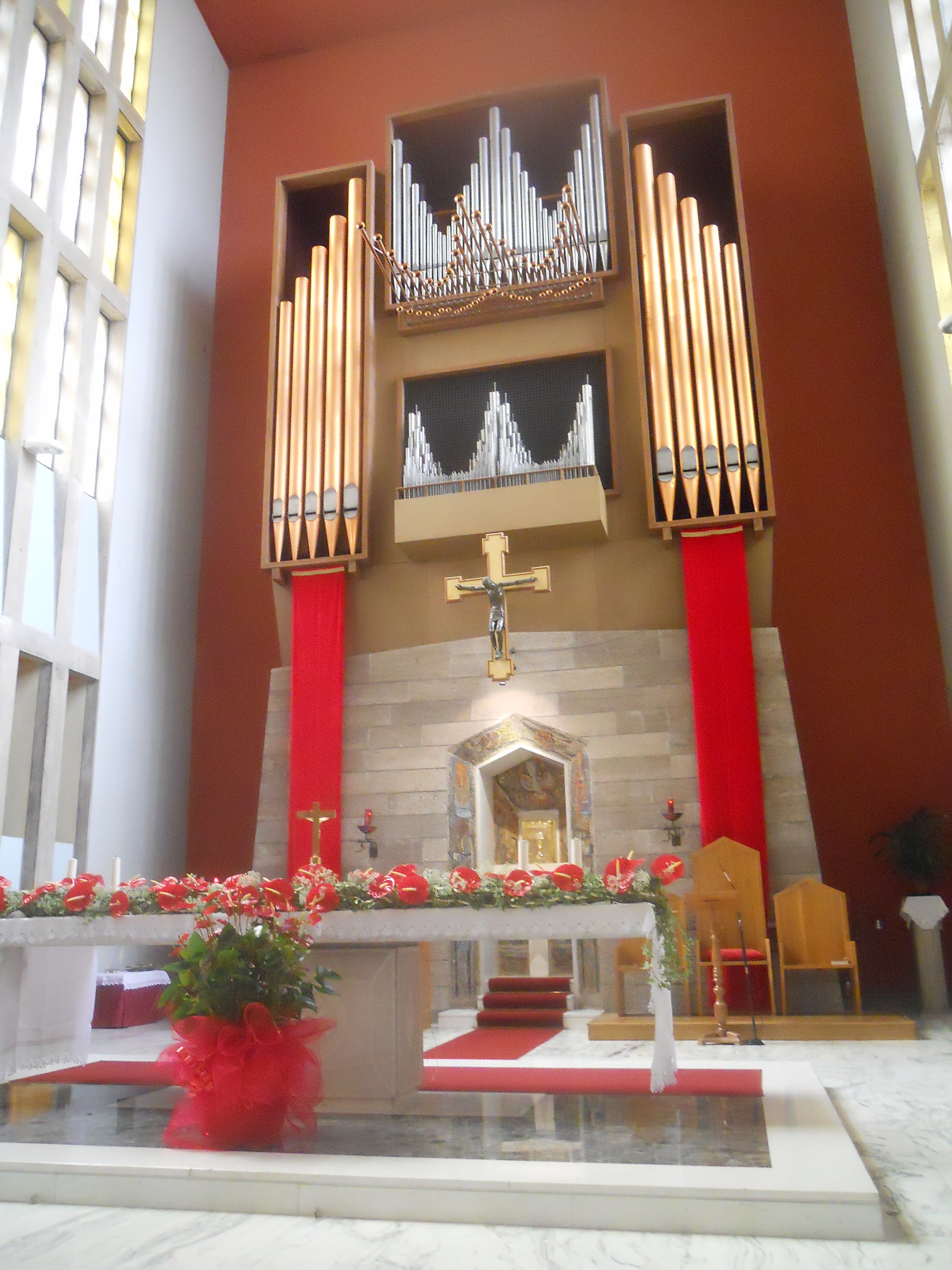
Ołtarz